# Carluke
Carluke est une ville du South Lanarkshire en Écosse.
Sa population est de 13 454 habitants.

## Personnalités
- Joe Jordan, footballeur écossais